# (73407) 2002 LV25
(73407) 2002 LV25 – planetoida z pasa głównego asteroid okrążająca Słońce w ciągu 5,43 lat w średniej odległości 3,09 j.a. Odkryta 5 czerwca 2002 roku.